# Praia do Orzán
A Praia do Orzán é uma praia da cidade da Corunha, urbana, dominada pela Casa do Homem e o hotel Tryp María Pita. Conta com sanitários públicos, chuveiros, vigilância, estacionamento, posto de pronto-socorro e acesso para minusválidos.
As linhas de autocarro que até lá chegam são a 3A e a 11.
É proibida a entrada com animais.